# Pink Cadillac (1989.)
Ružičasti cadillac (eng. Pink Cadillac) je akcijski film s elementima komedije iz 1989. o lovcu na glave Tommyu Nowaku kojeg glumi Clint Eastwood.

## Radnja
Radnja prati lovca na glave Tommya Nowaka Clint Eastwood koji se bavi praćenjem i hvatanjem onih koji kasne s isplaćivanjem novčanih obveza. Mnogi ga smatraju jednim od najboljih u svojem poslu jer često vara one koje progoni učestalim mijenjanjem identiteta. Jednoga dana, dobiva izazovan posao u obliku lova na Lou Ann McGuinn (Bernadette Peters). Ona je mlada majka koju je njezin nesposobni muž, kršitelj zakona Timothy Carhart uvukao u krug rasističke grupe zagovaratelja bijelačke nadmoći. Lou kreće u bijeg, pritom uzimajući mužev ružičasti cadillac s 250.000$ u prtljažniku. Upućuje se u grad Reno k sestri te ju tamo slijede članovi rasističke grupe. Na putu upoznaje Tommya Nowaka koji se zaljubljuje u nju te ju nastoji odvesti na sigurno. Usput pomaže joj vratiti otetu bebu i nadmuriti njezinog muža i članove rasističke grupe.

## Glumci
- Clint Eastwood - Tommy Nowak
- Bernadette Peters - Lou Ann McGuinn
- Timothy Carhart - Roy McGuinn
- Gerry Bamman- Buddy
- John Dennis Johnson - Waycross
- Michael Des Barres - Alex
- Jimmie F. Skaggs - Billy Dunston
- Bill Moseley - Darrell
- Michael Champion - Ken Lee
- William Hickey - Mr. Barton
- Geoffrey Lewis -  Ricky Z
- Dirk Blocker - Policijac
- Jim Carrey - Komičar koji oponaša Elvisa Presleyja
- James Cromwell - Recepcionar u hotelu
- Sven-Ole Thorsen - Nasilnik
- Mike Farrell - Nasilnik
- Bill McKinney - Konobar
- Paul Benjamin - Sudac
- Frances Fisher - Dinah
- Bryan Adams - Točitelj goriva na benzinskoj postaji

## Produkcija i zanimljivosti
Clint Eastwood je na snimanju filma upoznao svoju buduću suprugu Frances Fisher. Poslije će zajedno glumiti u još tri filma.
Jim Carrey je ostvario jednu o ranijih uloga u karijeri. Pojavio se na deset sekundi kao imitator Elvisa Presleyja u casinu.

## Kritike
Film je loše prošao na kino blagajnama te ga kritičari nisu dobro prihvatili. Hal Hilson iz "The Washington posta" je napisao u kritičkom osvrtu "Ružičasti cadillac je jedan od najprivlačnijih vrsta filmskog treša. U gotovo svim važnim kategorijama, priči, režiji, ritmu i glumi, film je u cjelini prilično beznačajan. No, gotovo nekom snagom koju film ima u svojoj zaigranosti, blesavosti, film vas potiče da zanemarite njegove nedostatke. Lagan je i nepopravljivo zabavan. 

## Vanjske poveznice
- Pink Caddilac u internetskoj bazi filmova IMDb-a
- http://www.washingtonpost.com/wp-srv/style/longterm/movies/videos/pinkcadillacpg13hinson_a0a93c.htm
- http://www.clinteastwood.net/filmography/cadillac/